# 负折射
负折射（英語：Negative refraction）指的是光束在界面处的折射方向与正常折射方向（正常的折射光线与入射光线在法线异侧）相反，即折射光线和入射光线位于法线同侧的电动力学现象。用同时具备负介电常数 {\displaystyle \epsilon }和负磁导率{\displaystyle \mu }的超材料可以得到这一现象。此时超材料具负折射率。 这样的材料也被称作负折射率材料。
负折射会在具备正相速度（正折射率）的介质与负相速度（负折射率）介质的界面处发生。

## 负相速度
负相速度是介质中光传播的一种性质。负相速度有多种定义，一般按照1958年前苏联物理学家Veselago提出的：波矢与坡印廷矢量相反时相速度为负。因为坡印廷矢量（{\displaystyle \mathbf {E} \times \mathbf {H} }）代表了电磁波能量传播方向，而相速度方向与波矢方向一致。
一般判断相速度是否为负的方式是看波矢与坡印廷矢量的点积是否为负（即{\displaystyle {\vec {P}}\cdot {\vec {k}}<0}），但这一定义并不协变，也不能推广为协变形式。
对于负相速度介质中传播的平面波，其电场强度{\displaystyle \mathbf {E} }，磁场强度{\displaystyle \mathbf {H} }与波矢{\displaystyle {\vec {k}}}满足左手法则而非正常材料中的右手法则。因此负折射率介质有时也被称作“左手性材料”。但由于这一名称很容易与近年来开始成为热点的“手性材料”混淆，所以最好弃用。

## 负折射率

负折射与普通折射的比较

我们可以选择不考虑坡印廷矢量和波矢或者传播光场，而是直接考虑介质的本身属性的影响：也就是介电常数{\displaystyle \epsilon }和磁导率{\displaystyle \mu } 的值与相速度正负的关系。{\displaystyle \epsilon }和{\displaystyle \mu }都是复数，它们的虚部不需要是负数也可以在无源介质中实现负折射。 ε 和 µ 的最一般形式的 Veselago 判据是由 Depine 和 Lakhtakia 提出的，
虽然还有不那么一般的形式存在。负相速度的 Depine-Lakhtakia 判据是：
{\displaystyle \epsilon _{r}|\mu |+\mu _{r}|\epsilon |<0,}
其中 {\displaystyle \epsilon _{r},\mu _{r}} 分别是{\displaystyle \epsilon }和{\displaystyle \mu }的实部。然而负折射（负折射率）与负相速度是截然不同的，无论是在无源介质中，还是有源介质中。
折射率{\displaystyle n}通常由 {\displaystyle n=\pm {\sqrt {\epsilon _{r}\mu _{r}}}} 决定，按惯例{\displaystyle n}为正平方根。然而在负折射介质中，{\displaystyle n}需要取负平方根来表示波矢以及相速度的反向。严格来说，折射率是一个导出量，用来表示波矢与光频以及光传播方向的关系，因此{\displaystyle n}的符号选择必须符合物理情形。

## 折射
负折射的原理性表现就是：光线进入介质后折射到法线的同侧，如图中所示。并且负折射仍然满足斯涅尔定律。